# 3724 Annenskij
Annenskij (asteroide 3724, com a designação provisória 1979 YN8) é um asteroide da cintura principal com um diâmetro de 14,15 quilómetros, a 2,3059772 UA. Possui uma excentricidade de 0,1656061 e um período orbital de 1 678,08 dias (4,6 anos).
Annenskij tem uma velocidade orbital média de 17,91640189 km/s e uma inclinação de 7,7321º.
Este asteroide foi descoberto em 23 de Dezembro de 1979 por Lyudmila Zhuravlyova.
O seu nome é uma homenagem ao poeta russo Innokenti Fiodorovitch Annenski.